# Mauvais-garçon
Pour les articles homonymes, voir Mauvais garçon (homonymie).
Aux XVIe et XVIIe siècles, mais aussi dans les siècles précédents, les mauvais-garçons étaient des bandes armées, souvent des brigands, des mercenaires, lansquenets et reîtres démobilisés qui terrorisaient les villes et les campagnes.
On désignait autrefois par le mot « garçons » les serviteurs et valets qui marchaient à la suite des hommes d'armes, des chevaliers et des chefs de corps, pour leur rendre les services qu'exigeaient les circonstances. « Ces garçons, que l'on appela plus tard des « goujats », formaient des bandes de pillards, d'assassins, dont la présence et les actes criminels désolaient les campagnes et ruinaient les habitants ; alors on leur donnait le nom de « mauvais garçons » ».
« Quand venait la paix, la plus grande partie de ces valets étaient licenciés, et au lieu de retourner aux lieux d'où ils étaient partis, ils se dispersaient par troupes dans les provinces, et y commettaient de tels désordres, qu'ils entravaient la circulation des grandes routes, et tenaient les populations dans la terreur et l'asservissement ». 
On lit dans la vie de saint Théodard (840-893), archevêque de Narbonne, que ce prélat fut contraint de renoncer à un voyage qu'il avait résolu, par suite de la crainte que lui inspiraient les mauvais garçons dont le territoire de son diocèse était infesté.
« Dans tous les temps, la France fut parcourue et ravagée par des bandes de mauvais garçons, mais à aucune époque, ces bandes ne furent plus nombreuses et plus redoutables que vers le milieu du XVIe siècle. » Sous le règne de François Ier, les mauvais-garçons étaient « les bandes de bohémiens, de voleurs, de déserteurs, d'écoliers débauchés, qui parcouraient quelques provinces, et surtout les environs de Paris, en commettant d'effroyables désordres. Pendant la captivité de François Ier, leur audace s'accrut à tel point, qu'ils venaient jusqu'au sein de Paris exercer leurs brigandages, et qu'ils faisaient trembler le guet chargé de la police, lequel n'osait plus s'opposer à leurs tentatives, et fuyait à leur aspect. »
Leur cri de guerre était « Vive Bourgogne! à sac! à sac ! »
On fit alors assemblée (cette époque voit croître le pouvoir municipal). On décida de leur faire la guerre à Chartres et à Paris, il y eut une grande bataille, où plusieurs de leurs chefs furent tués ou suppliciés. 
Peu à peu les mauvais-garçons et pillards furent battus.
La ville du XVIe siècle est laideur et tristesse, une contagion et un désordre d'enfer. La nuit profite aux mauvais-garçons qui vont dans la ville armés de bâtons, qui crochètent les huys et fenêtres, et s’efforcent d’y entrer pour piller. En 1667, Gabriel Nicolas de La Reynie, nommé lieutenant du prévôt de Paris pour la police, songea le premier à placer au milieu et aux deux extrémités de chaque rue des lanternes garnies de chandelles, innovation si importante, que, pour en perpétuer le souvenir, on frappa en 1669 une médaille représentant la ville de Paris, personnifiée par une femme debout, tenant une lanterne rayonnante et une bourse, avec cette légende : Urbis securitas et nitor,.

## À Paris auXVIesiècle

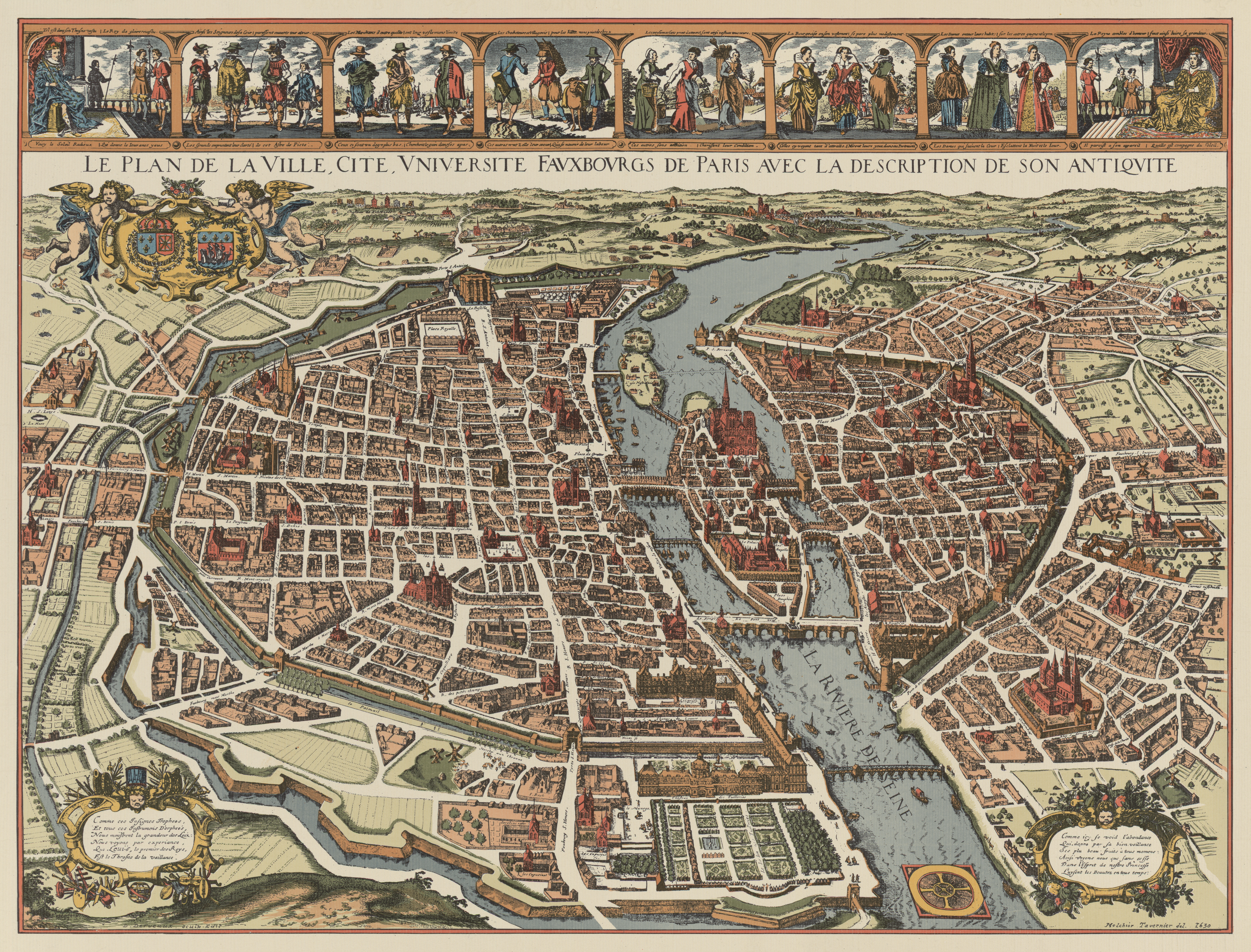
Matthäus Merian. Vue de Paris vers 1615.

C'étaient les retentissements de l'agonie du Moyen Âge, et les premiers symptômes de la mort de la branche des Valois, et qui devait enfin disparaître dans les tempêtes, soulevées par les protestants et la Ligue.
À Paris, sous un gouvernement faible où il y a des émeutes, des séditions, des révolutions, il n'y a guère de voleurs et de malfaiteurs; mais sous un gouvernement fort il y en a en grand nombre. Tant que durèrent les guerres avec les Espagnols, les hommes sans foi ni loi, ces êtres d'aventure qui vivent au jour le jour, n'importe comment, du crime ou du travail, ayant au dehors tous les moyens de donner carrière à leur esprit d'inquiétude et de hasardeuses entreprises, et d'alimenter leur cupidité prodigue, éloignèrent un peu de nos villes le fléau des associations de malfaiteurs. Paris, si constamment exploité, dans tous les âges de la monarchie, par les filous et les assassins, fut lui-même un peu favorisé par ces saignées au dehors; mais depuis la paix il y avait engorgement. Les souvenirs des brigandages, exercés aux derniers temps, fermentaient dans quelques têtes et se produisaient par le crime.
Tout ce que Paris compte de malfaiteurs, d'aventuriers, d'escrocs, et d'assassins s'y organisa en « grandes compagnies, appelées compagnies des guilleris, compagnies des plumets, compagnies des rougets, compagnies des grisons, compagnies des tire-laine ou voleurs pauvres diables détroussant les bourgeois, compagnies des tire-soie ou voleurs de bonne famille, n'attaquant jamais que les gens de qualité.
Il y avait aussi « la compagnie des barbets qui prennent les divers habits des divers états, pour s'introduire dans les maisons. Il y a aussi la compagnie de la Matte qui a ses membres, ses affidés, ses fins matois qui est publiquement connue, qui n'est guère inquiétée. »
Il y avait aussi des compagnies des meurtriers, entre autres celle des mauvais garçons qui se louent publiquement au plus offrant et qui gagnent impunément leur argent. Aux voleurs, aux coupeurs de bourses, aux affronteurs, aux mauvais garçons, joignez d'un côté les nombreux et turbulents écoliers de l'université, et de l'autre les nombreux et turbulents compagnons ouvriers, les nombreux et turbulents laquais ou valets qui souvent au milieu des rues se livrent de petites batailles ; joignez-y toute cette jeune noblesse indisciplinée qui, la nuit, fait gloire de charger le guet et de le mettre en fuite. »
La compagnie des Mauvais-garçons se distingua entre toutes celles qui se formèrent au sein de la capitale. Elle se divisait en sections, ayant les mêmes statuts que les Bravi d'Italie (Bravi (it)), et chacun de ses membres se louant publiquement comme eux au plus offrant, « aussi fidèle à un serment d'assassinat qu'à un vœu fait à Notre-Dame. »
Au XVIe siècle la population de Paris est de 400 000 personnes ; c'est un peu plus qu'à Londres, c'est un peu moins qu'à Constantinople. On dit qu'ordinairement il y a 1 000 malades à l'hôtel-Dieu. On porte le nombre des pauvres à 17 000. On porte le nombre des marchands en gros, ayant plus de 500 000 livres, à 200. Et le nombre des autres marchands ayant une fortune médiocre, à 20 000. On croit qu'il y a au moins 2 000 boulangers. Le petit peuple avec lequel se confondent les Irlandais et les gens pauvres logés chez les logeurs à un liard, se trouve partout, mais en plus grand nombre dans les quartiers orientaux où il appartient aux fabricants qui lui donnent du travail, et dans les quartiers méridionaux où il appartient aux moines qui remplissent son écuelle.

## Les mauvais-garçons
Oh ! merveilleuse étoffe d'honnête homme! Jehan, mon bel ami, mon petit billot, viens çà que je t'accolle ; si bel apprentissage à lui seul te vaudrait le baptême ; par ainsi qu'il te soit octroyé. Compagnon Gontran, fouette cette pinte d'un rouge bord; et toi, Jehan, avance et m'écoute : De par Grilgoth, Astaroth, Rappalus et Belzébuth, dieux des ribleurs, débiteurs, harpailleurs, buveurs, coureurs de nuits, hasardeurs de dés, tailleurs en piperie, tireurs de laine et dégoiseurs de gausserie ; par-devant Guillaume Ogier, notre bon sire et roi, grand Coësre et souverain du royaume argotique, et sur la présentation de maître Pierre Esclaireau, notre féal ; nous, Jehan de Metz, déclarons et faisons, à présent et à tout jamais, ledit sieur Jehan Charrot enfant de la pince et du croc ; lui octroyons le gracieux et inestimable titre de Mauvais Garçon, pour en jouir et le porter avec toutes ses immunités et privilèges. À l'effet de quoi, licite lui sera de visiter, en notre bonne ville et vicomté de Paris, tous pourpoints, capes, galverdines, chausses, hauts-de-chausses, robes de bure et de laine, frocs, harnois, bahuts, buffets, chapelles et boudoirs ; couper et découper toutes boursettes, bougettes, gibecières, escarcelles, sacs de drap et de velours ; pincer tous écus d'or à la croisette, au soleil, à la salamandre, à la couronne, au porc-épic, écus vieils et royaux, francs à pied, francs à cheval ; testons à l'effigie du roi, tous blancs, liards, doubles, coronats, deniers tournois et douzains, ludovicus et francisais, parpailloles, ducatons, ducats, doubles ducats, saluts, demisaluts, et toute monnaie ayant cours ; tromper devant et derrière, tous avocats, procureurs, sergens prévôts, tant des marchands que de la maréchaussée ; bouchers, charcutiers, poulaillers, rôtisseurs, baillifs ou capitaines de la santé, blattiers, cribleurs, boulangers, marchands forains, jurés vendeurs de poissons, cabaretiers, hôteliers et bordeliers ; en brief, mener vie franche et joyeuse, à la barbe et au nez de soudards, archers et gendarmes, ainsi que le fit mon très digne et illustre patron, maître François Villon, perdurant les meilleures années de sa vie, et ainsi que j'ai gros espoir de faire, tant que monseigneur Satanas me gardera de la messe et de la salade de Gascon, laquelle vous prend à la gorge.
« Comme toutes les hordes de bandits qui surgissaient à la suite des guerres longues et désastreuses, celles-ci étaient un ramas impur de gueux, de mendiants, de coupeurs de bourses, de clercs et d'écoliers débauchés, de Bohémiens ou de soldats déserteurs, qui trouvaient des repaires dans les cours dites des miracles, dont plusieurs existaient alors à Paris, et dans des rues écartées et infectes qui, de leur nom, s'appelaient, comme elles s'appellent encore aujourd'hui, rue des Mauvais-Garçons. Pendant la nuit, ils se répandaient dans la ville, forçant les boutiques, volant, assassinant et jetant dans la Seine les bourgeois attardés. »
« Les troupes italiennes qu'avait fait venir la régente, organisèrent tous ces bandits en corps séparés, les façonnèrent en quelque sorte à leur code de brigands ». Ils eurent bientôt des intelligences même avec les archers, qui les avertissaient des jours où ils pouvaient pénétrer dans la ville sans péril.
« Cependant la police; malgré le peu, de moyens qu'elle avait à sa disposition, se mit à leur poursuite, et leur fit une guerre assez vive pour les forcer à quitter Paris, au moins pendant le jour. »
Ils se retirèrent alors à la campagne, et, sous le commandement d'Esclaireau, de Jean Charroi, clerc de Février, procureur au parlement ; de Jean Lubbe, tailleur de pierres ; de Guillaume Ogier et de Jean de Metz, ils établirent leur quartier général dans un village voisin du Bourget, et non loin d'un bois, sur le chemin de Meaux, qui pouvait leur servir de retraite au besoin. De là, ils s'étendaient jusqu'aux portes de Paris,.
Là, ils vivaient là, « comme des gens de guerre, toujours prêts à attaquer ou à se défendre avec l'arquebuse, la dague et le coutelas, au cri de « vive Bourgogne! À sac ! à sac! » et la terreur qu'ils inspiraient était si grande, que les archers, dans la crainte de tomber sous leurs coups, les avertissaient secrètement toutes les fois qu'ils avaient ordre de marcher contre eux, de sorte qu'il était impossible de les surprendre.
Enfin, au mois de mai 1525, on donna une nouvelle organisation au guet de Paris; on recommanda aux habitants de placer des lanternes allumées devant leurs maisons, et on établit un lieutenant criminel de robe courte pour juger sommairement et faire exécuter de suite les bandits pris en flagrant délit. Mais ces préparatifs effrayèrent si peu les mauvais garçons, que, le 7 juin suivant, une de leurs bandes, conduite par leurs chefs principaux, pénétra de nuit dans Paris, et mit au pillage des bateaux de sel amarrés près du quai des Célestins. Le prévôt des marchands mena le guet contre eux ; ils se défendirent à coups d'arquebuse, repoussèrent les assaillants jusqu'au port Saint-Landry, et faillirent tuer le prévôt lui-même »

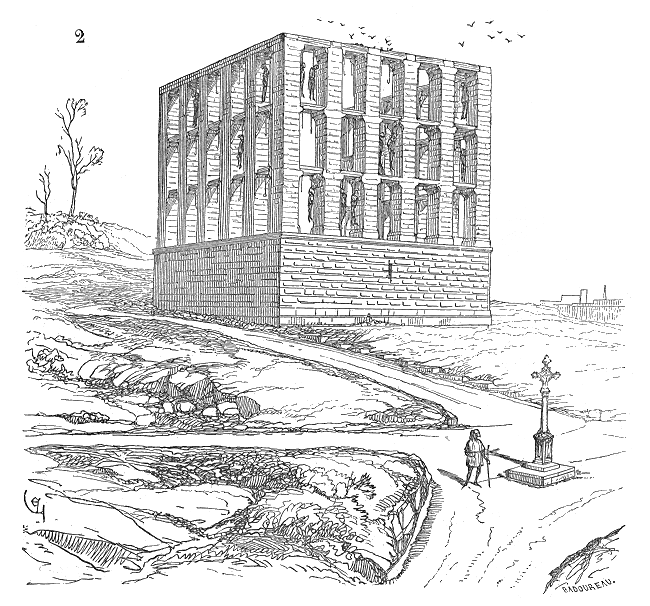
Gibet de Montfaucon d'après Viollet-le-duc

Le 14, ils revinrent au cri de vive Bourgogne ! et donnèrent une nouvelle alarme à la ville. Alors un capitaine, Louis de Harlay, seigneur de Beaumont, reçut l'ordre de rassembler les deux guets de Paris et de tomber vigoureusement sur eux. Cet officier ne trouva rien la première nuit, mais la suivante il rencontra l'ennemi, et l'affaire s'engagea ; il eut de son côté 25 ou 30 blessés et 4 morts, tandis que du côté des mauvais garçons, Guillaume Ogier fut tué. Barbiton, leur meilleur capitaine, Jean Charrot, Jean Lubbe et Arthur Maccari furent pris avec un autre, et pendus au gibet de Montfaucon,.
« Mais leur supplice n'effraya point les autres ; ils se multiplièrent d'une manière effrayante, cessèrent de former des corps trop nombreux, et parvinrent, de la sorte, à s'établir en toute sûreté dans Paris. Il y avait cependant des ramifications entre les petites troupes, d'où elles se tenaient unies, et d'où l'on pouvait les faire marcher comme un seul homme à un signal convenu »
« En 1541, Paris et les environs étaient plus que jamais ravagés ; et, huit ans après, la route d'Orléans étant infestée par des bandits qui trouvaient un refuge dans les profondes carrières des faubourgs de Notre-Dame des Champs et de Saint-Jacques, le parlement ordonna aux habitants de ces faubourgs d'établir un guet ; puis, ce moyen ne suffisant pas, il fit en 1563, sur de nouvelles plaintes, clore les carrières pendant les nuits et les jours de fêtes.
On vit pourtant, à mesure que la police devint plus active, plus intelligente, et eut à sa disposition des moyens plus nombreux, le nombre des mauvais-garçons diminuer graduellement. »
Au XVIIe siècle, les mauvais-garçons furent remplacés par les princes du sang royal et les jeunes seigneurs de la cour, « qui se donnaient le passe-temps de prendre les maisons d'escalade ou de vive force, pour y mettre tout au pillage ; de s'embusquer sur le Pont Neuf, d'y attendre les passants, de les dépouiller de leurs manteaux, enfin d'attaquer, l'épée à la main, le guet qui venait pour défendre les victimes de cet amusement sauvage. Ils eurent pour successeurs immédiats les troupes de Cartouche et de Mandrin. Mais rien ne donne une idée plus exacte des excès auxquels se portaient les mauvais garçons, que ceux dont, pendant le cours de la révolution, se rendirent coupables les chauffeurs. »

## Chartres sous le règne de FrançoisIer
Au XVIe siècle, quelques villes firent réparer leurs murailles, il y en eut même qui se firent ceindre de murs pour la première fois, mais par mesure de police, et plutôt pour se garantir des voleurs que de l'ennemi. Ainsi, nous voyons qu'en 1540, les habitants de Montlhéry, près de Paris, demandent et obtiennent de François Ier, la permission de faire entourer leur ville d'une enceinte de murailles, « parce qu'ils avaient souffert plusieurs maux, pilleries, tueries, etc., d'aucuns mauvais-garçons, gens volontaires, tenant les champs, qui les avaient souvent volés, pillés, battus et outragés ».

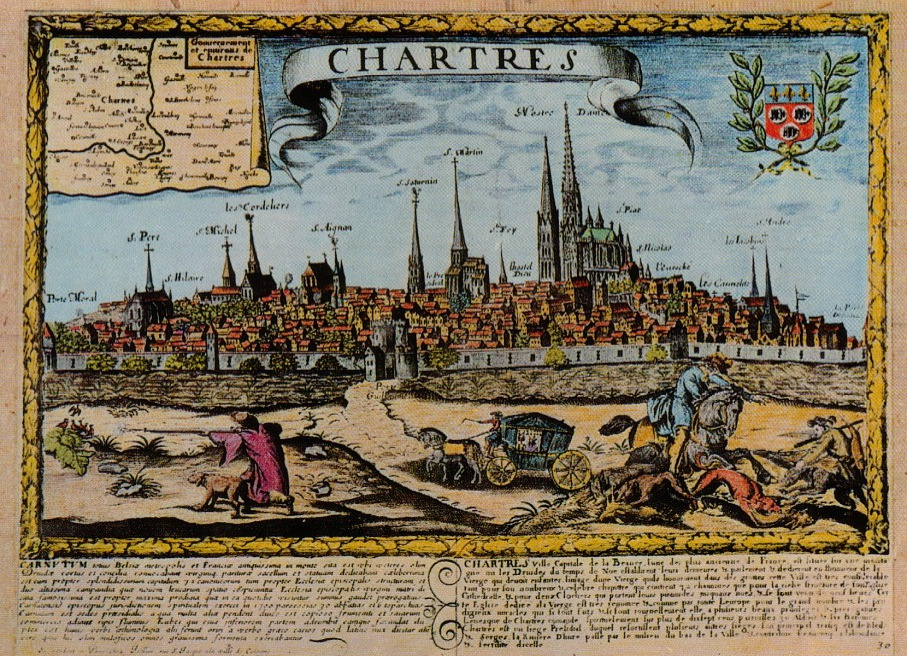
Gravure montrant Chartres au XVIIe siècle

La ville de Chartres aux environs du XVIe siècle, « c'étaient une laideur, une tristesse, une contagion et un désordre d'enfer. De larges fossés et des remparts mal tenus servaient de clôture à un amas infect de chaumines et de cases irrégulières. Devant chaque maison de bois, un auvent qui surplombait formait à six pieds du sol une toiture couverte de mousse; entre les maisons, un intervalle de sept ou huit pouces s’obstruait de fange, de débris, d'immondices, et répandait au loin la peste; à une perche accrochée par-dessus l'auvent ou obliquement Achée en terre pendillait une lanterne de corne au sein de laquelle pleurait lentement une chandelle sans clarté »
À Chartres, des suites des guerres d'Italie, et grâce « au déplorable règne de François Ier, les Chartrains eurent autre chose à faire que de jouer des mystères et d’enregistrer les pots de vin donnés aux seigneurs. La ville regorgea de mauvais garçons, de soldats ivres, de vagabonds italiens et de bohémiennes. On trouva sous les auvens plusieurs cadavres frappés de coups de dague, et M. l’échevin Bonnet, éveillé par une batterie nocturne, mit le nez à la fenêtre au péril de ses jours. Le XVIe siècle s’annonçait. ».

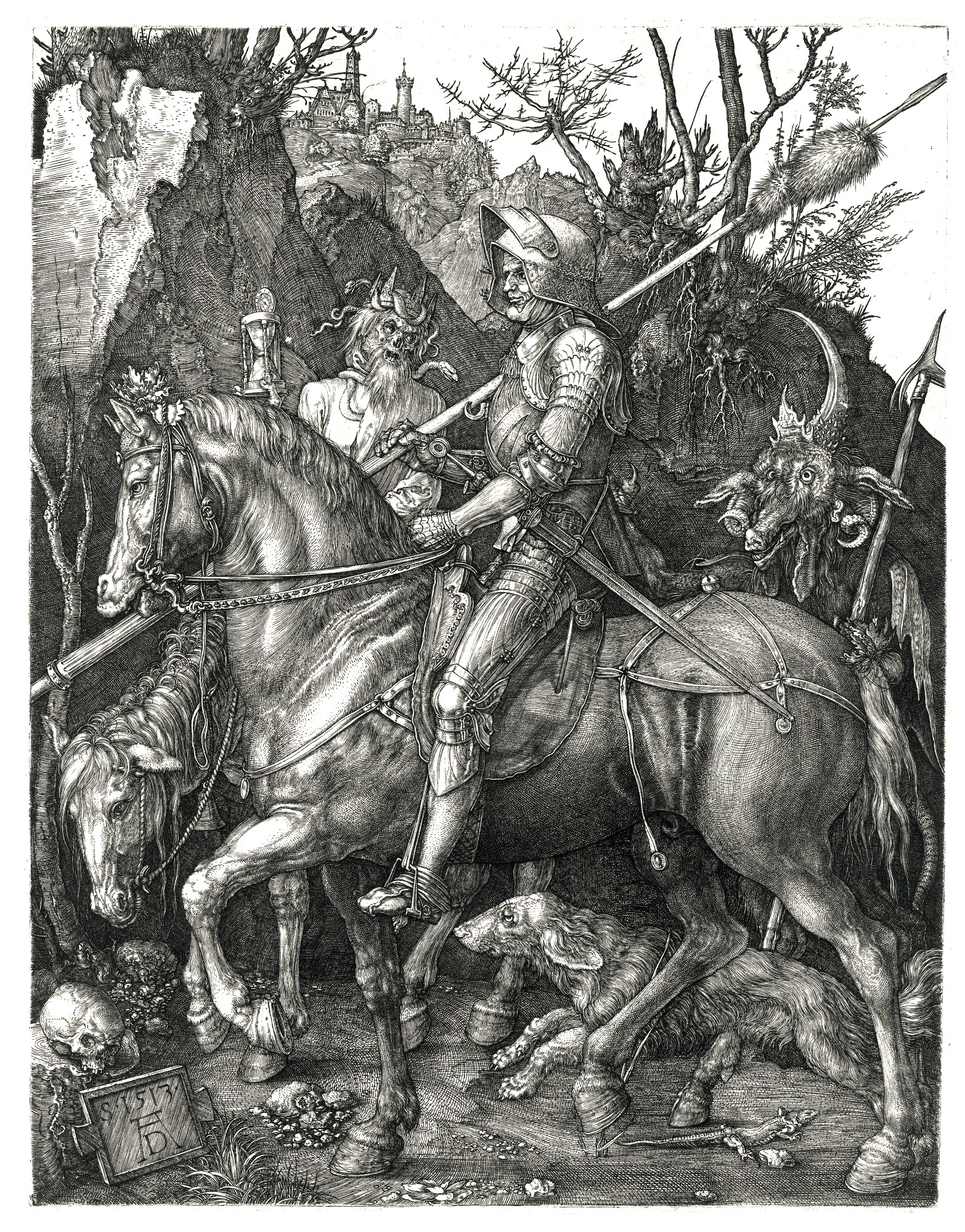
Albrecht Dürer Ritter, Tod und Teufel (Le Chevalier, la Mort et le Diable) 1513

On fit alors une assemblée, en laquelle il fut ordonné que, « attendu qu’il y a plusieurs garçons qui vont de nuit dans la ville armés de bâtons, qui crochètent les huys et fenêtres, et s’efforcent d’y entrer pour piller; que toute personne étant dans la ville et le faubourg d’icelle n’ayant marchandises, état ou autres vacations pour vivre, maître ou adveu, vuident incontinent et sans délai ladite ville et faubourgs. — Item. Que tous les hôteliers qui logent, retirent ou recèlent en leurs maisons des gens de pied, vagabonds et suspects plus haut que quatre heures le jour ou une nuit, en avertissent MM. les gens et officiers du roi, et que lesdits gens de pied, vagabonds et suspects ne s’arrêtent en icelle ville et faubourgs outre lesdits quatre heures de jour ou une nuit, comme dit est. — Défense à toute personne d’aller de nuit dans la ville sans lanterne et luminaire après neuf heures sonnées, sur peine de punition et amende telle qu’elle sera ordonnée et arbitrée. — Item à toutes personnes de porter de nuit aucunes épées ni bâtons, sur peine de confiscation, de tenir prison et de telle amende qu’il appartiendra. »

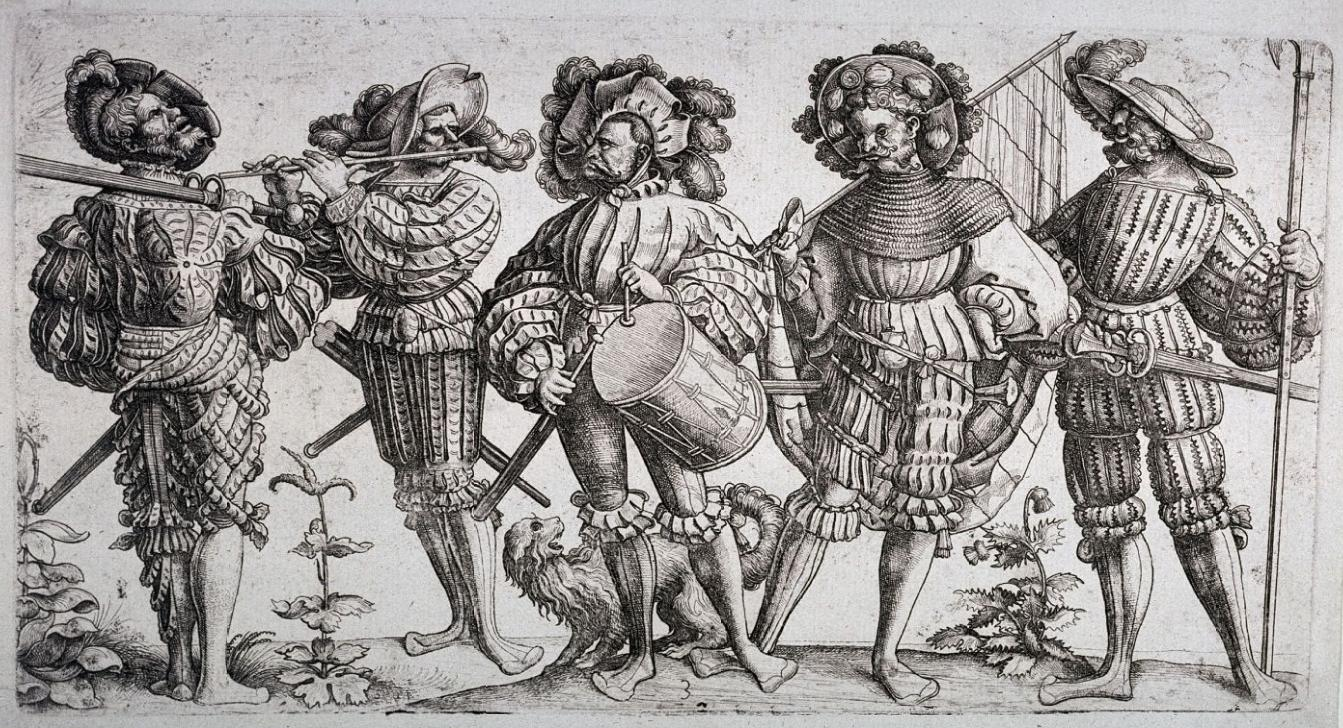
Les Cinq Lansquenets, gravure de Daniel Hopfer (1530).

« L’étourdi François Ier, roi de parade, tout confit en romanesques fantaisies et en ardeurs chevaleresques que paient cher ses pauvres communes, met Chartres à de rudes épreuves. Il ne donne rien et demande toujours ; il excède son peuple de cotisations et de prestations, exige du salpêtre et des boulets, et fait loger ses gens de guerre aux citoyens, le tout pour aboutir à sa captivité et à ses défaites en Italie. Passant par Lyon, il envoie à ses villes et à Chartres entre autres des protestations magnifiques de protection. Cependant les aventuriers, lansquenets et reîtres remplissent la France et mangent le bonhomme. Les environs de Chartres sont au pillage ; les reîtres brûlent les maisons, pendent les paysans et abîment tout. Les habitans s’assemblent. Ces infamies et ces violences éveillent la commune. Maître Esprit Pateau, échevin et receveur des deniers, monte à cheval bravement et s’en va en guerre, avec M. Gilles Acarie, pour chasser de Pontgoing les mauvais-garçons ; quand le pouvoir ne nous défend pas, il faut se défendre soi-même. Colin Byon, charretier, conduit contre les mauvais-garçons l’artillerie de la ville, deux brigandins et dix hacquebutes, pas davantage ; fils de bourgeois et fils de manans montent les chevaux de labourage(...) Les mauvais-garçons et pillards furent battus. »

## La police et des lanternes

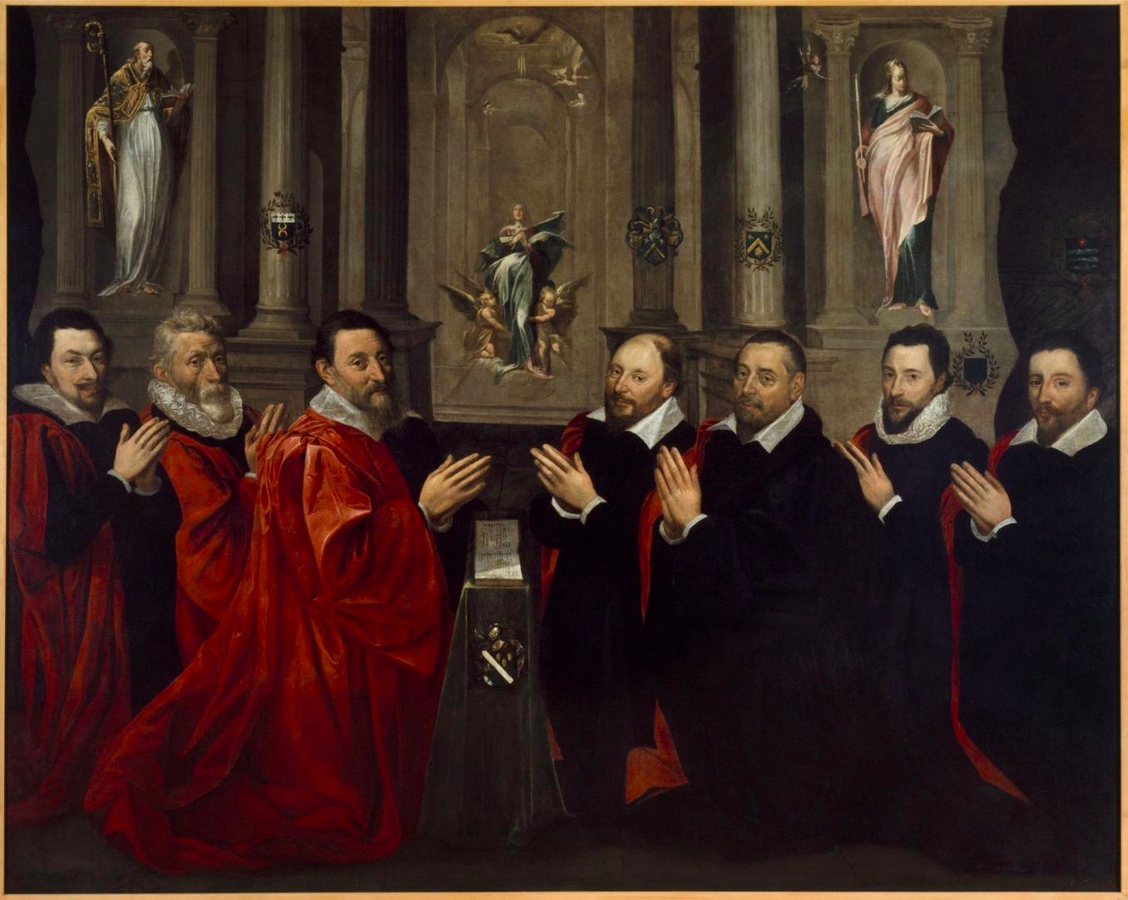
Le prévôt des marchands et les échevins de Paris en 1611

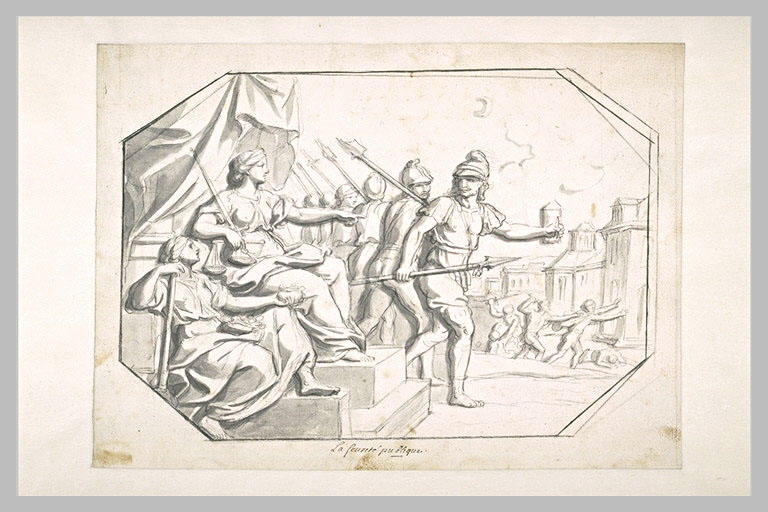
La Police et la sûreté rétablies dans Paris. Charles Le Brun (1619-1690). Esquisse pour la galerie des Glaces. Le premier soldat tend une lanterne, ce qui est une allusion à l’éclairage public établi dans les rues de Paris sous l’autorité de Gabriel Nicolas de La Reynie

Cette époque voit croître le pouvoir municipal; les troubles même de la religion lui sont favorables. « On se démène, et il le faut bien ; on agit, on discute, on se sent vivre ; les ribauds sont là, les maisons ardent; il faut faire « le guet » sur la tour de plomb de la cathédrale et se garantir comme on peut contre les huguenots, les « lansganais » (landsknechten), les rois, les reines, les seigneurs, les chanoines, les receveurs, les grènetiers, les mauvais-garçons, ce qui n’est pas affaire commode. »
À Paris, « il n'est permis à personne d'avoir plus d'une porte à sa maison ; s'il en a plus d'une, le magistrat fait aussitôt maçonner l'autre ou les autres. Il n'est pas non plus permis de laisser sa maison inhabitée. Le magistrat fait placer un gardien à celles où les propriétaires absents n'en laissent pas: c'est que dans les temps où les délits nocturnes se multiplient toutes les maisons sont obligées de faire à leur tour le guet de la rue; et dans ces temps il y a successivement à chaque maison un homme qui derrière la vitre regarde ou écoute, qui au premier bruit, au premier cri, ouvre la fenêtre, sonne sa clochette jusqu'à ce que les clochettes voisines l'aient entendue; alors et à l'instant toutes les clochettes de Paris sonnent; toutes les fenêtres s'illuminent; tout le monde sort en armes, et les malfaiteurs sont poursuivis, environnés, arrêtés. »
« Il ne faut pas d'ailleurs croire qu'aussitôt qu'il fait nuit ou qu'aussitôt que les barres qui assujettissent les portes sont poussées avec un retentissement général et presque simultané, Paris soit dans les ténèbres : tout le monde sort une lanterne à la main, ainsi que l'ordonnent les règlements, et ce mouvement de milliers de lanternes, aux sombres soirées de l'hiver, fait spectacle. »
Dans certaines circonstances exceptionnelles, on demande aux bourgeois de placer une chandelle sur la fenêtre du premier étage; par exemple en 1324, 1526 et 1553, lorsque la capitale était mise à contribution par les mauvais garçons.
« Ainsi que Paris est formé de maisons très-vieilles, vieilles, neuves, la garde soldée de cette ville est formée des anciens archers, au nombre de cent vingt, tous décorés de l'ancien ordre de l'étoile, des arbalétriers de Charles VI, au nombre de soixante, des arquebusiers de Charles IX au nombre de cent. »
Quant à la garde non soldée qu'on nomme le guet, elle est formée des corps de métiers. À noter que les métiers exempts de faire le guet sont en plus grand nombre que les métiers qui le font.
« Depuis qu'il y a des prévôts, il y en a sans doute à Paris et il y en a sans doute deux : l'un, le prévôt chef de la justice civile, le prévôt du roi; l'autre le chef de la justice commerciale, le prévôt des marchands. D'abord insensiblement, ensuite plus sensiblement et surtout aux deux derniers siècles, l'autorité municipale a passé des mains de l'un dans celles de l'autre, et si à cet égard l'un aujourd'hui n'a guère plus à gagner, c'est que l'autre n'a guère plus à perdre. »
En 1667, Gabriel Nicolas de La Reynie, nommé lieutenant du Prévôt de Paris pour la police, songea le premier à placer au milieu et aux deux extrémités de chaque rue des lanternes garnies de chandelles; innovation si importante, que, pour en perpétuer le souvenir, on frappe une médaille avec cette légende : « Urbis securitas et nitor ».
« Un édit de juin 1697 étendra l'éclairage à toutes les villes du royaume. « Dans toutes les villes où il n'existe pas de lanternes, dit cette ordonnance, il sera procédé à leur établissement. Les intendants ordonneront aux maires et échevins des dites villes de s'assembler et de leur rapporter un étal de la quantité de lanternes qu'il sera nécessaire d'établir, et des sommes dont il faudra faire les fonds annuellement pour leur entretien. Les maires et échevins nommeront annuellement, ainsi qu'il se pratique en la ville de Paris, le nombre d'habitants qu'ils trouveront convenable pour allumer les lanternes, chacun dans son quartier, aux heures réglées, et un commis surnuméraire dans chaque quartier pour avertir de l'heure ».

## Bons et mauvays enfans
Bien sçay se j’eusse estudié
Ou temps de ma jeunesse folle,
Et à bonnes meurs dédié,
J’eusse maison et couche molle !
Mais quoy ? je fuyoye l’escolle,
Comme faict le mauvays enfant…
En escrivant ceste parolle,
A peu que le cueur ne me fend.

François Villon. Le Testament. 1461

A pain crier metent grant'paine,
Et li avugle à haute alaine,
Du pain à cels de Champ porri
Dont moult sovent, sachiez, me ri.
Les Bons Enfans orrez crier a
Du pain, nes vueil pas oublier.
Les Filles-Dieu sevent bien dire
Du pain, pour Jhesu nostre Sire.
Ça du pain por Dieu aus Sachesses.
Par ces rues sont granz les presses,
Je vous di de ces genz menues,
Orrez crier parmi ces rues:
Menjue pain. Diex, qui m'apele?
Vien ça, vuide ceste escuele.
Or viengne avant gaaigne pain,
J'esclarciroie pos d'estain,
Je relieroie hanas.
Du poivre por le denier qu'as,
Or aus poires de hastivel,
Jorroises ai à grant revel,
Près jonc à moult grant alenée.
Or ça à la longue denrée. 

Guillaume de Villeneuve. Crieries de Paris. XIIIe siècle

On donnait à Paris, vers 1208 le nom de « bons enfans » aux jeunes gens qui se livraient à l'étude. Par opposition on nommait « mauvais enfants » ou « mauvais-garçons » ceux qui vivaient dans la débauche et le brigandage.
Il exista deux « collèges des Bons-Enfants, l'un d'eux rue des bons enfants, près du palais royal, fondé en 1208, reçut d'abord le nom d'« hôpital des Pauvres-Écoliers. » Il méritait ce titre; car les écoliers étaient obligés, comme la plupart des religieux de Paris, de demander l'aumône. Dans la pièce intitulée les Crieries de Paris, on voit que chaque jour ils quêtaient du pain dans les rues de cette ville :
Les libéralités de quelques personnes bienfaisantes, notamment celles du célèbre Jacques Cœur (1400-1456), procurèrent à ce collège un revenu suffisant; et les écoliers ne furent plus réduits à implorer la charité des habitants de Paris.
Des rues de Paris et d'ailleurs
Des rues étroites, tortueuses, telles qu'on en voit encore dans les plus anciens quartiers de cette ville, et notamment dans celui qui est au nord du parvis Notre-Dame, bordées, si l'on en excepte les édifices publics, de tristes chaumières; des rues qui, dénuées de pavé, jamais nettoyées, devaient être bourbeuses, pleines d'immondices, puantes, hideuses à voir, pénibles à parcourir et malsaines à habiter, offraient l'unique moyen de communication qu'eussent les Parisiens.
Leurs noms grossiers, ridicules, même obscènes, se trouvent en harmonie avec leur mauvais état. Les uns désignent la malpropreté de ces rues, comme les noms de Merderais, Merderet, Merderiaux, Merderel, Orde-Rue, rue Breneuse, il s'en trouvait plusieurs de ce nom; Trou-Punais, ce dernier nom était celui de plusieurs cloaques, ainsi que ceux du TrouBernard, de la Fosse-aux-Chiens, autrefois nommée Fosse-aux-Chieurs; rues Tire-Pet, du Pet, du Petit-Pet, du Gros-Pet, du Pet-au Diable, du Cul-de-Pet, etc.
D'autres noms indiquent les intentions ou les habitudes malfaisantes de ceux qui les habitaient. De ce nombre sont les rues de Maudestour, Mauconseil, Maldésirant, Maleparole, Malivaux, Mauvoisin ou Mauvais-Voisin et deux rues dites des Mauvais-Garçons, etc.
Il existait deux rues à Paris qui portaient le nom de mauvais-garçons:
– la rue des Mauvais-Garçons-Saint-Jean, une voie  située dans le 4e arrondissement de Paris ;
– l'ancienne rue des Mauvais-Garçons-Saint-Germain.